# FC Carl Zeiss Jena (Frauenfußball)
Der FC Carl Zeiss Jena ist ein Fußballverein aus Jena. Die Frauenfußballabteilung entstand im Jahre 2017. Im Jahr 2020 kam es zur Übertragung des Spielrechts vom FF USV Jena (vollständiger Name: Frauenfußball Universitätssportverein Jena e. V.), seitdem wird höherklassiger Fußball gespielt.

## Geschichte

### Kooperationen mit dem USV Jena
Seit Sommer 2014 bestand eine Kooperation des FF USV Jena mit dem Nachwuchsbereich des FC Carl Zeiss Jena und dem Nachwuchsleistungszentrum des Sportgymnasiums Johann Chr. Fr. GutsMuths in Jena., zudem wurde Trainer Daniel Kraus in den Vorstand des FC Carl Zeiss Jena berufen. Bereits zu dieser Zeit gab es Überlegungen über eine Eingliederung des Frauenfußballvereines zum FC Carl Zeiss Jena.
Nach zehnjähriger Zugehörigkeit zur höchsten deutschen Spielklasse beendete der FF USV Jena die Saison 2017/18 auf dem letzten Tabellenplatz und stieg somit aus der Bundesliga ab, der Vertrag mit Trainerin Katja Greulich wurde nicht verlängert. In der nachfolgenden Saison spielte die Mannschaft unter dem neuen Cheftrainer Steffen Beck in der erstmals eingleisig ausgetragenen 2. Bundesliga. Im Verlauf der Hinrunde geriet der Verein jedoch in finanzielle Not, ein Drittel des mit 300.000 Euro veranschlagten Saisonetats war nicht gesichert. Fans starteten eine Sammelaktion, um die laufende Saison beenden zu können, Im Fall einer drohenden Insolvenz (die im Fall des verpassten Wiederaufstiegs unvermeidbar schien) wurde erwogen, das Spielrecht auf einen anderen Verein zu übertragen. Obwohl die Saison nur auf dem vierten Platz abgeschlossen wurde, wurde der angestrebte Wiederaufstieg erreicht, da die nicht aufstiegsberechtigten Zweitvertretungen der Bundesligisten FC Bayern München und VfL Wolfsburg die ersten beiden Plätze belegten.

### Gründung der Abteilung
Nachdem der USV Jena seine dritte Frauenmannschaft nach der Saison 2016/17 vom Spielbetrieb abgemeldet hatte, bemühte sich Carl Zeiss Jena um die Aufnahme im Verein. Die Mannschaft fungierte nun als Carl Zeiss Jena I und spielte in der viertklassigen Thüringenliga. Die dritte Saison dort beendete man auf dem ersten Platz.

### Übernahme der Spiellizenz vom USV Jena
Am 26. Mai 2020 gab der Verein FF USV Jena bekannt, zum 1. Juli das Spielrecht für alle Mannschaften an den FC Carl Zeiss Jena abzugeben. Dadurch konnte man fortan in der 2. Bundesliga antreten. Aufgrund der COVID-19-Pandemie wurde die 2. Bundesliga in zwei Staffeln aufgeteilt. Jena spielte unter Trainerin Anne Pochert in der Nordstaffel und schaffte den sofortigen Wiederaufstieg in die Bundesliga. Die Saison 2021/22 verlief ernüchternd; die Jenaerinnen wurden mit nur fünf Punkten aus 22 Spielen abgeschlagen Bundesliga-Letzte. Der Verein trennte sich nach dem Ende der Saison von Trainerin Pochert und stellte die sportliche Führung der Frauenmannschaft neu auf. Isabelle Knipp wurde sportliche Leiterin, Steffen Beck kehrte als Cheftrainer nach Jena zurück.

## Kader der Saison 2025/26
Stand: 2. August 2025
(Sortierung nach Trikotnummer)
| 12 | Sofie Lehmann  | Deutschland |
| 24 | Julia Kassen   | Deutschland |
| 49 | Jasmin Janning | Deutschland |

| 02 | Bente Fischer   | Deutschland                   |
| 03 | Toma Ihlenburg  | Deutschland                   |
| 05 | Suya Haering    | Neuseeland Vereinigte Staaten |
| 08 | Felicia Sträßer | Deutschland                   |
| 14 | Anja Heuschkel  | Deutschland                   |
| 16 | Lisa Gora       | Deutschland                   |
| 20 | Steffi Schmid   | Deutschland                   |
| 21 | Anika Metzner   | Deutschland                   |
| 27 | Gwen Mummert    | Deutschland                   |
| 31 | Nelly Juckel    | Deutschland                   |

| 06 | Nike Andersson | Deutschland            |
| 10 | Merza Julević  | Deutschland Montenegro |
| 13 | Rieke Tietz    | Deutschland            |
| 19 | Hannah Lehmann | Deutschland            |
| 22 | Fiona Gaißer   | Deutschland            |
| 25 | Noemi Gentile  | Deutschland Italien    |
| 28 | Emily Reske    | Deutschland            |

| 07 | Melina Reuter   | Deutschland            |
| 11 | Hannah Mesch    | Deutschland            |
| 18 | Anna Margraf    | Australien Deutschland |
| 23 | Josephine Bonsu | Deutschland            |
| 24 | Isabella Jaron  | Deutschland            |
| 30 | Elena Mühlemann | Schweiz                |

### Wechsel zur Saison 2025/26
Stand: 2. August 2025
(Alphabetische Sortierung)
| Nike Andersson (FC Bayern München II)    |
| Suya Haering (1. FFC Turbine Potsdam)    |
| Isabella Jaron (SPG Altach/Vorderland)   |
| Julia Kassen (SC Freiburg)               |
| Elena Mühlemann (Eintracht Frankfurt II) |
| Steffi Schmid (RB Leipzig)               |
| Rieke Tietz (SPG Altach/FFC Vorderland)  |

| Jenny Beyer (FC Ingolstadt 04)          |
| Luca-Emily Birkholz (SC Freiburg)       |
| Mariella El Sherif (Werder Bremen)      |
| Laura Kiontke (Karriereende)            |
| Leonie Kreil (vereinslos)               |
| Jalysa Stechemesser (Zweite Mannschaft) |
| Nicole Woldmann (pausiert)              |

## Statistik
Grün unterlegte Spielzeiten markieren einen Aufstieg, rot unterlegte Spielzeiten einen Abstieg.
| Saison  | Höhe | Liga               | Platz | S  | U  | N  | Tore  | Punkte | DFB-Pokal     |
| ------- | ---- | ------------------ | ----- | -- | -- | -- | ----- | ------ | ------------- |
| 2017/18 | IV   | Thüringenliga      | 07.   | 09 | 05 | 08 | 52:30 | 32     | —             |
| 2018/19 | IV   | Thüringenliga      | 02.   | 16 | 01 | 03 | 82:19 | 63     | —             |
| 2019/20 | IV   | Thüringenliga      | 01.   | 07 | 0  | 0  | 31:11 | 21     | —             |
| 2020/21 | II   | 2. Bundesliga Nord | 01.   | 10 | 05 | 01 | 29:11 | 35     | 2. Runde      |
| 2021/22 | I    | Bundesliga         | 12.   | 01 | 02 | 19 | 09:88 | 05     | Viertelfinale |
| 2022/23 | II   | 2. Bundesliga      | 08.   | 10 | 04 | 12 | 43:44 | 34     | Viertelfinale |
| 2023/24 | II   | 2. Bundesliga      | 02.   | 16 | 06 | 04 | 58:28 | 54     | Viertelfinale |
| 2024/25 | I    | Bundesliga         | 11.   | 02 | 04 | 16 | 07:43 | 10     | Achtelfinale  |